# Il commissario Ricciardi (fumetto)
Il commissario Ricciardi è una serie a fumetti edita dalla Sergio Bonelli Editore, adattamento dei romanzi dedicati al personaggio omonimo ideato dal scrittore di gialli Maurizio de Giovanni.

## Storia editoriale
In occasione del Napoli Comicon 2016 fu resa nota l'intenzione da parte della Sergio Bonelli Editore di adattare a fumetti i romanzi dello scrittore Maurizio de Giovanni dedicati al commissario Ricciardi con il titolo Le stagioni del commissario Ricciardi. Un anno dopo venne annunciato il lancio del primo romanzo a fumetti nell'autunno del 2017 e il 7 Aprile fu organizzata una conferenza stampa presso il Cafè Gambrinus e un'anteprima presso il Teatro di San Carlo di Napoli con una mostra di tavole in collaborazione con la Scuola Italiana di Comix e un numero 0 di 32 pagine a tiratura limitata. Nel maggio del 2017, De Giovanni insieme a Michele Masiero, il curatore Luca Crovi, gli sceneggiatori Sergio Brancato, Claudio Falco, Paolo Terracciano e il disegnatore Daniele Bigliardo hanno presentato la serie presso la tredicesima edizione della rassegna letteraria Día Negro, promossa dall'Università Cattolica di Milano.
De Giovanni a proposito dell'iniziativa editoriale spiegò che "Di fronte a un testo scritto siamo attivi. Mentre leggiamo un libro non possiamo fare altro: chiacchierare, navigare sui social, guardare un film. Anche per questo narrativa, cinema, telefilm e fumetti hanno linguaggi molto diversi. Quello che come scrittore posso rendere attraverso la narrativa è in primo luogo proprio l'interiorità dei personaggi. Ne racconto i sentimenti, più che le azioni. Quando invece si lavora su linguaggi visivi, è necessario affidare l'interiorità alle espressioni dei personaggi, ai loro volti e alle loro interazioni. Così Il commissario Ricciardi a fumetti non è traduzione in realtà della mia inventiva letteraria. Ma la traduzione di quanto io avevo immaginato in un'altra fantasia".
Maurizio de Giovanni fece un accordo secondo il quale avrebbe ceduto gratuitamente i diritti per la realizzazione del progetto in cambio dell'utilizzo di un team di autori e artisti campani per la sua realizzazione coinvolgendo la Scuola Comix di Napoli e suggerì quelli che dovevano essere i tratti somatici di Ricciardi, un Andy García degli esordi. De Giovanni collabora con la casa editrice anche con alcuni video in cui racconta il suo personaggio, Napoli e di particolari delle storie che lo vedono protagonista.
Il romanzo grafico Il senso del dolore uscì nell'ottobre del 2017 nel corso del 2018 dalle altre storie del "ciclo delle stagioni" (La condanna del sangue, Il posto di ognuno, Il giorno dei morti) a cui si aggiunse una quinta pubblicazione: il primo Ricciardi Magazine contenente quattro fumetti tratti da quattro racconti di Maurizio de Giovanni sempre dedicati al malinconico poliziotto. In occasione di Lucca Comics 2018 venne confermato il proseguimento dell'opera con la "trilogia delle feste" (Per mano mia, Vipera e In fondo al tuo cuore) poi seguito dal "ciclo delle canzoni".
Nell'edizione di Milano da leggere 2019 la Sergio Bonelli Editore ha partecipato con 10 centesimi tratto dal primo Ricciardi Magazine e con il primo albo di Mister No.
Maurizio De Giovanni ha affermato di essere disposto a scrivere dei soggetti inediti per la versione a fumetti di Ricciardi in seguito alla conclusione definitiva della serie di romanzi.

## Trama
La serie segue le indagini del commissario della Regia Questura di Napoli Luigi Alfredo Ricciardi, individuo solitario e malinconico, durante il periodo della Napoli degli anni '30 affiancato dal fedele brigadiere Raffaele Maione e dall'amico medico Bruno Modo. 
Particolarità delle indagini del commissario e più in generale della sua stessa vita, è la sua capacità di vedere i fantasmi di coloro che sono deceduti per morte violenta sentendo i loro ultimi pensieri venire ripetuti in continuazione, fenomeno che viene definito come "il fatto".

## Personaggi
- Commissario Ricciardi: Luigi Alfredo Ricciardi di Malomonte discende da una nobile famiglia cilentana e fin da piccolo è in grado di vedere gli spettri degli individui la cui morte è stata violenta, fantasmi che ripetono costantemente quelli che sono stati i loro ultimi pensieri, fissi nel luogo dove defunsero. Questo fenomeno, percepito da lui come una maledizione, sembra averlo ereditato da sua madre, morta quando lui era ancora giovane, e gli causa uno stato d'animo distaccato che gli rende difficili i rapporti interpersonali, con le dovute eccezioni. Al contempo lo spinge a prendere molto a cuore i casi di cui si occupa, non lasciandoli fino alla loro conclusione. Il modello grafico per Ricciardi è stato inizialmente Massimo Girotti per poi passare a Andy García su indicazione di Maurizio De Giovanni[20].
- Raffaele Maione: brigadiere napoletano, grassoccio ma imponente, padre di una famiglia numerosa e braccio destro di Ricciardi nelle sue inchieste. Amico fedele, venato alle volte da preoccupazioni quasi paterne nei confronti del suo superiore, verso cui prova un senso di riconoscenza per avergli confidato, seppur non comprendendo come sia stato possibile, le ultime parole del suo figlio maggiore Luca, anch'egli poliziotto, morto mentre adempiva il suo dovere, come collaboratore cerca di aiutarlo il più possibile e assecondandolo anche nelle sue strane richieste, come di lasciarlo da solo mentre ispeziona i luoghi dei delitti senza far entrare nessun altro. Dal carattere gioviale ma anche severo, ama moltissimo i figli e la moglie, seppure la perdita del figlio maggiore abbia creato una certa crisi tra loro.
- Bruno Modo: medico legale presso l'Ospedale dei pellegrini di Napoli e migliore amico di Ricciardi a cui si affida per trarre informazioni dai corpi delle vittime dei delitti su cui indaga. Reduce e apertamente antifascista, dal carattere gioviale che nasconde una certa malinconia, Modo frequenta assiduamente il bordello cittadino alla ricerca di quel calore umano che manca nella sua vita. L'ispirazione per l'aspetto di Modo viene da Vittorio De Sica[20].
- Enrica Colombo: donna per cui Ricciardi prova un sentimento d'amore, a sua insaputa ricambiato, che vive nel palazzo di fronte al suo appartamento, con la quale non ha però alcun contatto, se non quello visivo, osservandola attraverso la finestra. Enrica è innamorata di Ricciardi e come lui osserva il suo amato alla finestra accanto alla quale ricama ogni sera, rifuggendo i partiti che i suoi genitori le offrono.
- Livia Lucani: ex cantante d'opera e vedova del tenore Arnaldo Vezzi, è una bellissima donna che si infatua di Ricciardi dopo averlo conosciuto in seguito alle indagini sulla morte del marito, da cui viveva ormai separata. Forte e indipendente, che gode di amicizie altolocate come quella della figlia del Duce, Livia prova un sincero sentimento nei confronti del commissario corteggiandolo apertamente, arrivando a trasferirsi da Roma a Napoli per potergli stare accanto. Il modello grafico per Livia è stato inizialmente Ava Gardner per poi rielaborare la fisicità di Monica Bellucci[20].
- Rosa Vaglio: la tata di Ricciardi fin da quando era bambino, ha seguito il suo "signorino" a Napoli occupandosi con dedizione della sua casa e delle sue necessità quotidiane, cercando di convincerlo a metter su famiglia non riuscendo a comprendere il motivo del suo essere solitario e mesto.
- Bambinella: femminiello e principale informatore di Maione, profondo conoscitore di ciò che si dice in città poiché la gente, data la sua natura, si sente propensa a confidarsi con lui e chiedergli consiglio. Il modello per volto di Bambinella è un giovane Leopoldo Mastelloni[20].
- Don Pierino Fava: sacerdote incontrato da Ricciardi durante il caso Vezzi e poi ancora durante il caso dell'omicidio della duchessa di Camparino.
- Angelo Garzo: vicequestore della Regia Questura, è un uomo che cerca di fare carriera ingraziandosi i superiori e le persone altolocate, cercando sempre di evitare fatti che possano metterlo in cattiva luce influenzando le stesse indagini se queste dovessero portargli problemi.
- Falco: agente dell'OVRA, la polizia segreta fascista, che ha il compito di proteggere Livia Lucani, di cui si innamora, e sorvegliare le persone che la circondano.

## Serie regolare
Maurizio de Giovanni ha realizzato tutti i soggetti delle storie, mentre Daniele Bigliardo ha realizzato tutte le copertine. La serie viene pubblicata in edizione brossurata da edicola e in edizione cartonata da libreria.
| N. | Data edizione libreria | Data edizione edicola | Titolo                    | Sceneggiatura                                      | Disegni              | Colori                                                                                                   | N. Romanzi a fumetti Bonelli |
| -- | ---------------------- | --------------------- | ------------------------- | -------------------------------------------------- | -------------------- | --- | ---------------------------- |
| 1  | Ottobre 2017           | Novembre 2017         | Il senso del dolore       | Claudio Falco                                      | Daniele Bigliardo    | Ylenia Di Napoli - Andrea Errico                                                                         | 35                           |
| 2  | Marzo 2018             | Marzo 2018            | La condanna del sangue    | Sergio Brancato                                    | Lucilla Stellato     | Ylenia Di Napoli - Andrea Errico                                                                         | 36                           |
| 3  | Luglio 2018            | Luglio 2018           | Il posto di ognuno        | Paolo Terracciano                                  | Alessandro Nespolino | Francesca Carotenuto                                                                                     | 38                           |
| 4  | Ottobre 2018           | Novembre 2018         | Il giorno dei morti       | Claudio Falco, Sergio Brancato e Paolo Terracciano | Luigi Siniscalchi    | Marco Matrone                                                                                            | 40                           |
| 5  | Ottobre 2020           | Giugno 2021           | Per mano mia              | Claudio Falco                                      | Daniele Bigliardo    | Giuseppe Boccia                                                                                          | 42                           |
| 6  | Marzo 2021             | Ottobre 2021          | Vipera                    | Sergio Brancato                                    | Lucilla Stellato     | Giuseppe Boccia, Andrea Errico, Flavia de Vita, Mercy Sara Onyenkpa, Giovanni Preziosi e Giusy Ianniello | 44                           |
| 7  | Luglio 2021            | Marzo 2022            | In fondo al tuo cuore     | Paolo Terracciano                                  | Alessandro Nespolino | Giovanni Preziosi                                                                                        | 45                           |
| 8  | Ottobre 2021           | Giugno 2022           | Anime di vetro            | Claudio Falco                                      | Luigi Siniscalchi    | Giovanni Preziosi, Giusy Ianniello e Carmelo Zagaria                                                     | 46                           |
| 9  | Luglio 2022            | Giugno 2023           | Serenata senza nome       | Sergio Brancato                                    | Alessandro Nespolino | Giovanni Preziosi                                                                                        | 48                           |
| 10 | Novembre 2022          | Giugno 2024           | Rondini d'Inverno         | Paolo Terracciano                                  | Luigi Siniscalchi    | Giovanni Preziosi                                                                                        | 50                           |
| 11 | Novembre 2023          | n/d                   | Il purgatorio dell'angelo | Sergio Brancato                                    | Lucilla Stellato     | |                              |

## Albi magazine
Daniele Bigliardo ha realizzato tutte le copertine della serie.
Il Magazine del 2019 contiene quattro storie, ma Quando si dice il destino adatta al suo interno anche il racconto A volte. 
Il Magazine 2020 contiene quattro soggetti inediti di Maurizio De Giovanni, due delle quali scritte co-sceneggiate con Paolo Terracciano (Il vento cambia) e Sergio Brancato (La guerra di Modo) mentre Maggio è dedicato ai Bastardi di Pizzofalcone. Nel Magazine del 2021 il racconto Il segreto di Martina costituisce una parte autoconclusiva estratta da Gelo della serie dedicata ai Bastardi.
Il Magazine del 2021 contiene per la prima volta una storia originale il cui soggetto sono stato ideato da uno degli sceneggiatori della serie a fumetti, fatto che si è poi ripetuto nel Magazine 2022 contenente tre soggetti originali.
|   | Data        | Titolo        | Titoli storie                    | Soggetto                                 | Sceneggiatura     | Disegni              | N. Collana Almanacchi |
| - | ----------- | ------------- | -------------------------------- | ---------------------------------------- | ----------------- | -------------------- | --------------------- |
| 1 | Maggio 2018 | Magazine 2018 | Dieci centesimi                  | Maurizio de Giovanni                     | Sergio Brancato   | Daniele Bigliardo    | 151                   |
| 1 | Maggio 2018 | Magazine 2018 | Partire e lasciare               | Maurizio de Giovanni                     | Paolo Terracciano | Alessandro Nespolino | 151                   |
| 1 | Maggio 2018 | Magazine 2018 | Un mazzo di fiori                | Maurizio de Giovanni                     | Paolo Terracciano | Lucilla Stellato     | 151                   |
| 1 | Maggio 2018 | Magazine 2018 | Febbre                           | Maurizio de Giovanni                     | Claudio Falco     | Luigi Siniscalchi    | 151                   |
| 2 | Maggio 2019 | Magazine 2019 | I vivi e i morti                 | Maurizio de Giovanni                     | Sergio Brancato   | Daniele Bigliardo    | 157                   |
| 2 | Maggio 2019 | Magazine 2019 | Mammarella                       | Maurizio de Giovanni                     | Claudio Falco     | Luigi Siniscalchi    | 157                   |
| 2 | Maggio 2019 | Magazine 2019 | Quando si dice il destino        | Maurizio de Giovanni                     | Claudio Falco     | Lucilla Stellato     | 157                   |
| 2 | Maggio 2019 | Magazine 2019 | L'ultimo passo di tango          | Maurizio de Giovanni                     | Paolo Terracciano | Alessandro Nespolino | 157                   |
| 3 | Maggio 2020 | Magazine 2020 | Il viaggio di una rosa           | Maurizio de Giovanni                     | Claudio Falco     | Luigi Siniscalchi    | 163                   |
| 3 | Maggio 2020 | Magazine 2020 | Il vento cambia                  | Maurizio de Giovanni e Paolo Terracciano | Paolo Terracciano | Alessandro Nespolino | 163                   |
| 3 | Maggio 2020 | Magazine 2020 | La guerra di Modo                | Maurizio de Giovanni e Sergio Brancato   | Sergio Brancato   | Luigi Siniscalchi    | 163                   |
| 3 | Maggio 2020 | Magazine 2020 | Maggio                           | Maurizio de Giovanni                     | Claudio Falco     | Carmelo Zagaria      | 163                   |
| 4 | Maggio 2021 | Magazine 2021 | Lo spirito giusto                | Maurizio de Giovanni e Claudio Falco     | Claudio Falco     | Daniele Bigliardo    | 169                   |
| 4 | Maggio 2021 | Magazine 2021 | L'uomo senza nome                | Maurizio de Giovanni e Paolo Terracciano | Paolo Terracciano | Alessandro Nespolino | 169                   |
| 4 | Maggio 2021 | Magazine 2021 | Canzone per Livia                | Sergio Brancato                          | Sergio Brancato   | Luigi Siniscalchi    | 169                   |
| 4 | Maggio 2021 | Magazine 2021 | Il segreto di Martina            | Maurizio de Giovanni                     | Sergio Brancato   | Carmelo Zagaria      | 169                   |
| 5 | Maggio 2022 | Magazine 2022 | Bammenella ‘e copp’ ‘e quartiere | Claudio Falco                            | Claudio Falco     | Luigi Siniscalchi    | 175                   |
| 5 | Maggio 2022 | Magazine 2022 | Ponte Sebastiano, asservirvi…    | Sergio Brancato                          | Sergio Brancato   | Alessandro Nespolino | 175                   |
| 5 | Maggio 2022 | Magazine 2022 | Un caso senza importanza         | Paolo Terracciano                        | Paolo Terracciano | Luigi Siniscalchi    | 175                   |
| 5 | Maggio 2022 | Magazine 2022 | Noi siamo i “Bastardi”           | Maurizio de Giovanni e Claudio Falco     | Claudio Falco     | Carmelo Zagaria      | 175                   |

## Libri fuori serie
I primi 2 volumi contengono le stesse storie presenti negli albi Magazine usciti nel 2018 e 2019.
A partire dal terzo volume la collana dei libri segue una linea editoriale differente rispetto a quella dei magazine: vengono escluse le storie correlate ai “Bastardi di Pizzofalcone” (Maggio, Il segreto di Martina  e Noi Siamo i “Bastardi”) e non viene più seguito lo stesso ordine delle storie.
Il quarto, quinto e sesto volume contengono storie inedite mai pubblicate nei magazine (Guardando Procida, Era de maggio e Hanami).
| N. | Data         | Titolo volume                                           | Titoli storie                    | Soggetto                                 | Sceneggiatura     | Disegni              |
| -- | ------------ | ------------------------------------------------------- | -------------------------------- | ---------------------------------------- | ----------------- | -------------------- |
| 1  | Luglio 2019  | Dieci centesimi e altre storie                          | Dieci centesimi                  | Maurizio de Giovanni                     | Sergio Brancato   | Daniele Bigliardo    |
| 1  | Luglio 2019  | Dieci centesimi e altre storie                          | Partire e lasciare               | Maurizio de Giovanni                     | Paolo Terracciano | Alessandro Nespolino |
| 1  | Luglio 2019  | Dieci centesimi e altre storie                          | Un mazzo di fiori                | Maurizio de Giovanni                     | Paolo Terracciano | Lucilla Stellato     |
| 1  | Luglio 2019  | Dieci centesimi e altre storie                          | Febbre                           | Maurizio de Giovanni                     | Claudio Falco     | Luigi Siniscalchi    |
| 2  | Ottobre 2019 | Quando si dice il destino e altre storie                | I vivi e i morti                 | Maurizio de Giovanni                     | Sergio Brancato   | Daniele Bigliardo    |
| 2  | Ottobre 2019 | Quando si dice il destino e altre storie                | Mammarella                       | Maurizio de Giovanni                     | Claudio Falco     | Luigi Siniscalchi    |
| 2  | Ottobre 2019 | Quando si dice il destino e altre storie                | Quando si dice il destino        | Maurizio de Giovanni                     | Claudio Falco     | Lucilla Stellato     |
| 2  | Ottobre 2019 | Quando si dice il destino e altre storie                | L'ultimo passo di tango          | Maurizio de Giovanni                     | Paolo Terracciano | Alessandro Nespolino |
| 3  | Aprile 2022  | Il viaggio di una rosa e altre storie                   | Lo spirito giusto                | Maurizio de Giovanni e Claudio Falco     | Claudio Falco     | Daniele Bigliardo    |
| 3  | Aprile 2022  | Il viaggio di una rosa e altre storie                   | Il viaggio di una rosa           | Maurizio de Giovanni                     | Claudio Falco     | Luigi Siniscalchi    |
| 3  | Aprile 2022  | Il viaggio di una rosa e altre storie                   | Il vento cambia                  | Maurizio de Giovanni e Paolo Terracciano | Paolo Terracciano | Alessandro Nespolino |
| 3  | Aprile 2022  | Il viaggio di una rosa e altre storie                   | La guerra di Modo                | Maurizio de Giovanni e Sergio Brancato   | Sergio Brancato   | Luigi Siniscalchi    |
| 4  | Aprile 2023  | Un caso senza importanza e altre storie                 | Guardando Procida                | Claudio Falco                            | Claudio Falco     | Luigi Siniscalchi    |
| 4  | Aprile 2023  | Un caso senza importanza e altre storie                 | L’uomo senza nome                | Maurizio de Giovanni e Paolo Terracciano | Paolo Terracciano | Alessandro Nespolino |
| 4  | Aprile 2023  | Un caso senza importanza e altre storie                 | Ponte Sebastiano, asservirvi…    | Sergio Brancato                          | Sergio Brancato   | Alessandro Nespolino |
| 4  | Aprile 2023  | Un caso senza importanza e altre storie                 | Un caso senza importanza         | Paolo Terracciano                        | Paolo Terracciano | Luigi Siniscalchi    |
| 5  | Maggio 2024  | Canzone per Livia e altre storie                        | Canzone per Livia                | Sergio Brancato                          | Sergio Brancato   | Luigi Siniscalchi    |
| 5  | Maggio 2024  | Canzone per Livia e altre storie                        | Bammenella ‘e copp’ ‘e quartiere | Claudio Falco                            | Claudio Falco     | Luigi Siniscalchi    |
| 5  | Maggio 2024  | Canzone per Livia e altre storie                        | Era de maggio                    | Maurizio de Giovanni e Claudio Falco     | Claudio Falco     | Luigi Siniscalchi    |
| 6  | Aprile 2025  | La Napoli del Commissario Ricciardi. Viaggio illustrato | Hanami                           | Sergio Brancato                          | Sergio Brancato   | Alessandro Nespolino |